# Bobby Jones (baseball, 1972)
Pour les articles homonymes, voir Bobby Jones.
Pour le lanceur droitier, voir Bobby Jones (baseball, 1970).
Robert Mitchell Jones (né le 11 avril 1972 à Orange, New Jersey, États-Unis) est un lanceur gaucher de baseball qui joue dans les Ligues majeures de 1997 à 2004.

## Carrière
Bobby Jones est drafté par les Brewers de Milwaukee au 44e tour de sélection en 1991. Alors joueur de ligues mineures, il passe aux Rockies du Colorado via le repêchage de règle 5 le 5 décembre 1994. Jones fait ses débuts dans le baseball majeur avec les Rockies le 18 mai 1997. Utilisé principalement comme lanceur partant, mais aussi à l'occasion comme releveur, le gaucher remporte 14 victoires contre 19 défaites et affiche une moyenne de points mérités de 5,90 en trois saisons et 273 manches et deux tiers lancées pour Colorado.
Le 14 janvier 2000, les Rockies cèdent Jones et le lanceur droitier Lariel González aux Mets de New York contre le lanceur droitier Masato Yoshii. Il apparaît dans 23 parties des Mets en 2000, puis en 2002. Cette saison-là, il est échangé aux Padres de San Diego en compagnie de Jason Bay, alors joueur en ligues mineures, et joue dans quelques matchs, avant de compléter sa carrière par trois parties pour les Red Sox de Boston, la dernière le 11 avril 2004, jour de son 32e anniversaire de naissance.
Bobby Jones a disputé 99 parties en six saisons dans le baseball majeur, dont 47 comme lanceur partant. Sa moyenne de points mérités s'élève à 5,77 en 324 manches et deux tiers lancées. Il compte 14 victoires, 21 défaites, un match complet et 229 retraits sur des prises. Il a évolué pour les Mets de 2000 et les Padres de 2002 aux côtés d'un autre lanceur, droitier celui-là et plus connu, s'appelant aussi Bobby Jones.